# Frantz Fanon
Frantz Fanon (Fort-de-France, 20 juli 1925 – Washington, 6 december 1961) was een Frans-Martinikaanse psychiater, schrijver, Pan-Afrikaans filosoof, vrijheidsstrijder en revolutionair. Zijn bekendste werk is Les Damnés de la Terre (De verworpenen der aarde, 1961). Zijn werk had grote invloed op het postkoloniale denken.

## Biografie

### Opleiding
Fanon werd geboren op Martinique, als zoon van een douaneambtenaar. Hij groeide op in een middenklassengezin, en volgde het Lycée Schoelcher, waar Aimé Césaire een van zijn leraren was.
Tijdens de Tweede Wereldoorlog diende hij in het leger van de Vrije Fransen (waar hij het Oorlogskruis verdiende) en vervolgens studeerde hij geneeskunde en psychiatrie in Frankrijk. Hij werkte van 1952 tot 1956 als psychiater in Algerije waar hij zich ook bezighield met de Algerijnse onafhankelijkheidsstrijd, en wel als redacteur van het blad van het Front de Liberation Nationale (FLN).

### Geschriften
Fanon is een denker en schrijver die niet alleen invloed had op het postkoloniale denken, maar ook op het marxisme en de kritische theorie van zijn tijd. 
Zijn eerste boek, Peau noire, masques blancs (Zwarte huid, blanke/witte maskers), gaat over de psychologische gevolgen van kolonisatie en onderdrukking. Fanons opleiding en praktijkervaring leidde hem ertoe veel van de problemen die hij tegenkwam te zien als psychologisch en als product van dominantie die ontstaat in onderdrukkende koloniale omstandigheden. Bewustzijn beschouwde hij niet als een raciaal kenmerk, maar als een uit politieke en sociale omstandigheden ontstaan feit. Fanons bewustzijn strekte zich uit tot alle gekoloniseerde volken, ongeacht ras.
Met zijn tweede boek Les Damnés de la Terre verkreeg hij wereldwijde faam als inspiratiebron voor vrijheidsstrijders in de derde wereld. Fanon stelt zich niet tevreden met nationale of economische onafhankelijkheid, maar predikt een integraal herontwaken, ook in cultureel en intellectueel opzicht. Hiermee heeft Fanon grote invloed gehad op antikoloniale en nationale bevrijdingsbewegingen, zoals die van Ali Shariati in Iran, Steve Biko in Zuid-Afrika, Malcolm X in de Verenigde Staten en Ernesto Che Guevara op Cuba. Guevara was met name geïnteresseerd in Fanons theorieën over geweld. Shariata en Biko met name in Fanons ideeën over 'de nieuwe mens' en 'zwart bewustzijn'. Fanons invloed strekt(e) zich uit tot bevrijdingsbewegingen als de PLO in Palestina, de Black Panthers in de VS en de Tamiltijgers in Sri Lanka.

### Josie Dublé
Fanon was gehuwd met Josie Dublé (1930-1989) en had met haar een zoon. Uit een eerdere relatie had hij een dochter.
Fanon staat er om bekend dat hij niet zelf zijn werken opschreef, maar ze dicteerde aan zijn vrouw Josie, die zijn werk opschreef en in een aantal gevallen redigeerde, aanpaste en aanvulde.
Fanon overleed op 36-jarige leeftijd aan de gevolgen van leukemie.

## In Nederlandse vertaling
- Zwarte huid, blanke maskers. Vertaald door Evelien van Leeuwen. Utrecht, Bruna, 1971. 3e druk 1984 (Amsterdam, Van Gennep). ISBN 90-6012-562-2
- Zwarte huid, witte maskers. Vertaald door Jeanne Holierhoek. Octavo Publicaties, 2018. ISBN 9789490334246.
- De verworpenen der aarde. Inleiding door Jean-Paul Sartre. Vertaald door Han Meyer. Utrecht, Bruna, 1969. 3e druk 1984 (Amsterdam, Van Gennep). ISBN 9060123948
- Waarom de Algerijnen geweld gebruiken: rede gehouden op de Afrikaanse konferentie van Accra. Amsterdam, Socialistisch Perspectief, 1960.